# Больницы Москвы
Больницы Москвы — медицинские учреждения Москвы, осуществляющие диагностику заболеваний и лечение больных в стационарных условиях.

## История
Стационарное лечение  больных и уход за ними в Москве первоначально проводилось при Чудовом, Андрониковом, Николо-Угрешском, Новодевичьем, Новоспасском и др. московских монастырях. В 1627 году в монастыре Фёдора Студита лечились раненые воины, а в 1652—1654 годах боярином Ф. М. Ртищевым в его доме заработала первая гражданская больница на 15 мест.
В 1707 году по указу Петра I в Лефортове (Москва) был открыт «госпиталь для лечения болящих людей» (ныне Главный военный клинический госпиталь имени Н. Н. Бурденко Министерства обороны РФ).
В 1763 году по указу императрицы Екатерины II в честь выздоровления тяжело больного наследника престола Павла была основана больница у Данилова монастыря как «больница для бедных» (ныне Городская клиническая больница № 4, часто именуемая как Павловская больница). Это была первая больница для гражданского населения Москвы.
В 1776 году по указу императрицы Екатерины II открыта названная в её честь Екатерининская больница на 150 мест для «чернорабочего классу людей» (в настоящее время именуемая Старо-Екатерининская больница, ныне входящая в МОНИКИ) — вторая больница в Москве для гражданского населения. Она располагалась у Крестовской заставы на 3-й Мещанской улице (ныне улица Щепкина).  Фактически на этом месте ранее в связи с эпидемией чумы (1770 – 1773 гг.) специальным указом Екатерины II был организован противочумный карантин — «Карантинные дома» (1772 – 1773 гг.), затем преобразованные в больницу.
С ростом населения города больницы открывались и в последующее время.

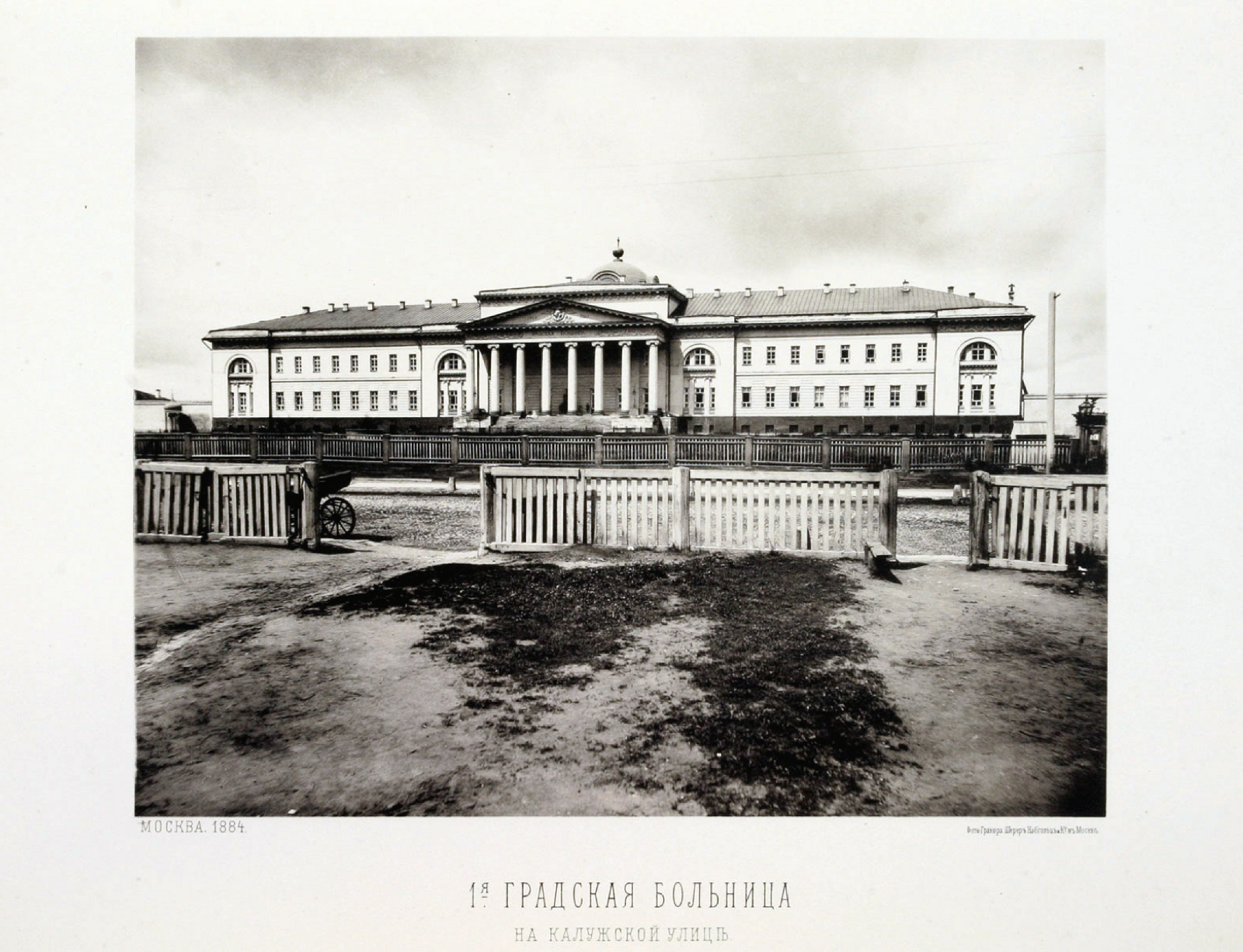
Первая Градская больница Москвы. Фотография 1900-х годов

С XIX века в Москве работали больницы:
- с 1802 — Голицынская больница за Калужской площадью (вошла в состав 1-й Градской больницы в 1919);
- с 1806 — Мариинская больница (учредительница – вдовствующая императрица Мария Фёдоровна) на Новой Божедомке (сейчас здесь расположен НИИ фтизиопульмонологии Первого МГМУ им. И. М. Сеченова;
- с 1808 — Преображенская больница для душевнобольных на Матросской Тишине[1], ныне Психиатрический стационар имени В. А. Гиляровского;
- с 1810 — больница при Странноприимном доме возле Большой Сухаревской площади (теперь это "визитное" здание НИИ им. Склифосовского);
- с 1833 — 1-я Градская больница, построенная южнее Голицынской больницы за Калужской площадью;
- с 1866 — Лечебница для тифозных больных, преобразованная в 1876 году во 2-ю Градскую больницу и расположенная по Калужской дороге к югу от 1-й Градской больницы (была присоединена к 1-й Градской в 1959)  и др.

В середине XIX веке в Москве работали больницы на 3880 больничных коек.
Со второй половины XIX — начале XX веков открыты Яузская (1869), Басманная (1877), Бахрушинская (1887), Солдатёнковская (1910) и др. больницы. Открывались и специализированные больницы:  Мясницкая (венерические болезни, 1853), Алексеевская (психиатрическая, 1894);  психиатрическая (1887), акушерства и гинекологии (1889), детская инфекционная (1890), нервных болезней (1890) и др.
Для борьбы с эпидемиями сыпного тифа, холеры в начале XX века в Москве переоборудовали под инфекционные больницы гимназии и училища.
Из построенных до войны в Москве больниц наиболее крупной являются больница на Соколиной горе (1937). К 1940 году здесь было 190 больниц на 36,6 тыс. коек.
В годы Великой Отечественной войны больницы оборудовали под военные госпитали для лечения раненых. После войны в 1950-1970 годы в Москве каждые пять лет строились больницы на 10—15 тыс. коек. Из них многопрофильными были клинические больницы: № 67 (на 1800 коек), № 52 (1260 коек), № 50 (1000 коек), инфекционная больница № 82 (700 коек), детская больница № 7 (1000 коек) и др.
К 1995 в Москве было 56 городских больниц, 15 детских и инфекционных больниц, 4 гинекологические, 4 противотуберкулёзные, 18 психиатрических, 2 наркологические, 5 других специализированных больниц и 2 больницы восстановительного лечения. Стационары были в 16 диспансерах города Москвы.

## Современность
В настоящее время в Москве имеются как многопрофильные больницы № 1, 3, 4, 5, 7, 13, 15, 17, 50, 51, 52 и др., так и специализированные (детские, туберкулезные, глазные, инфекционные, онкологические, наркологические и др.). Для взрослых в городе открыто 63 больницы, для детей — 22 больницы, имеются также 30 специализированных больниц городского подчинения. Больницы имеются во всех административных округах города.
В 2014 −2015 годах в городе проводится оптимизация количества больниц и их персонала. Часть больниц объединяется, часть персонала освобождается. Оптимизация позволяет повысить качество обслуживания больных, приобрести для больниц более современное и дорогостоящее оборудование.
В больницах проводится платная и бесплатная госпитализация. Большинство городского населения имеет медицинскую страховку.
Координация работы больниц осуществляется Департаментом здравоохранения города Москвы.

## Фотогалерея

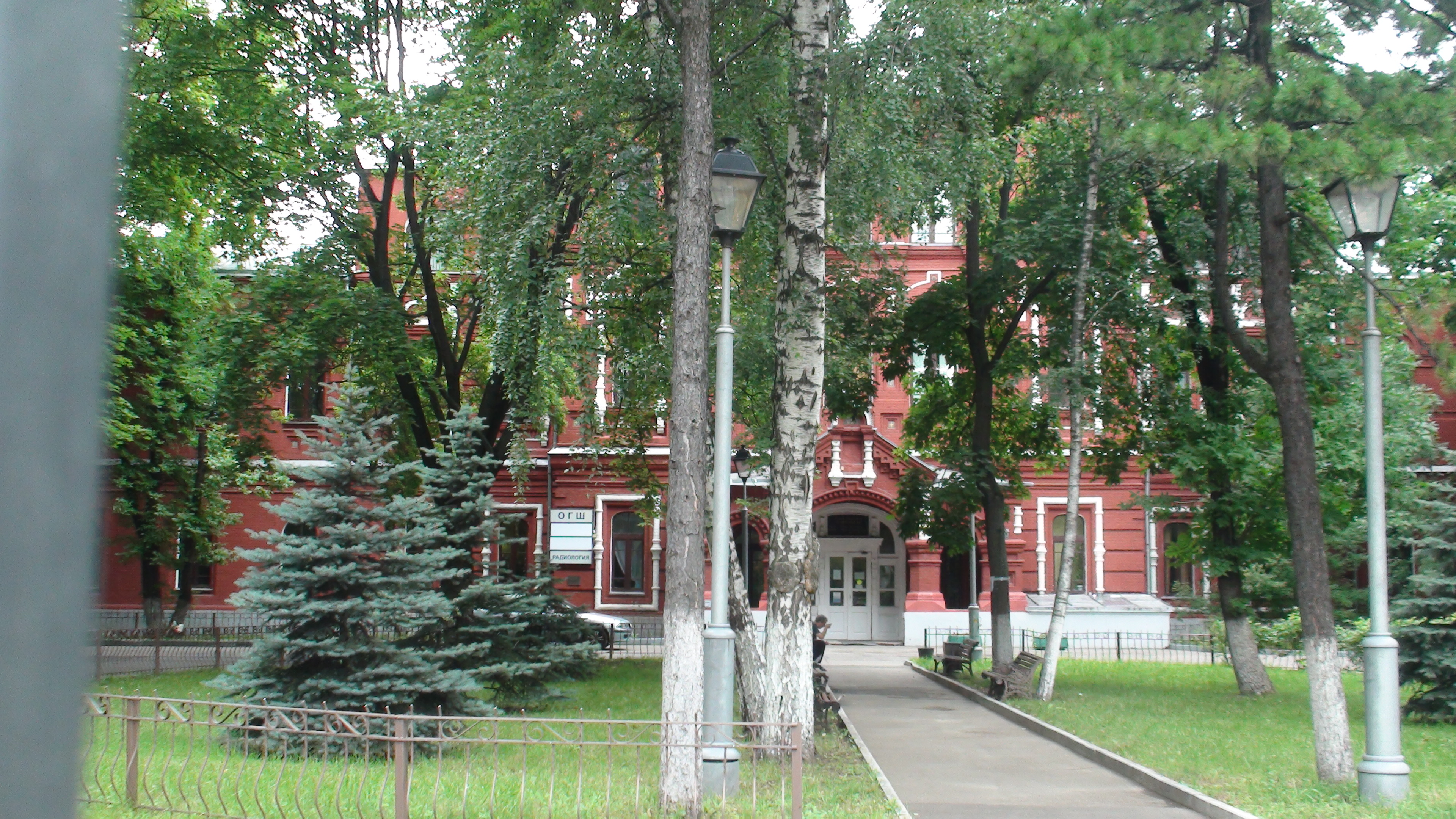
Городская клиническая больница имени А. А. Остроумова
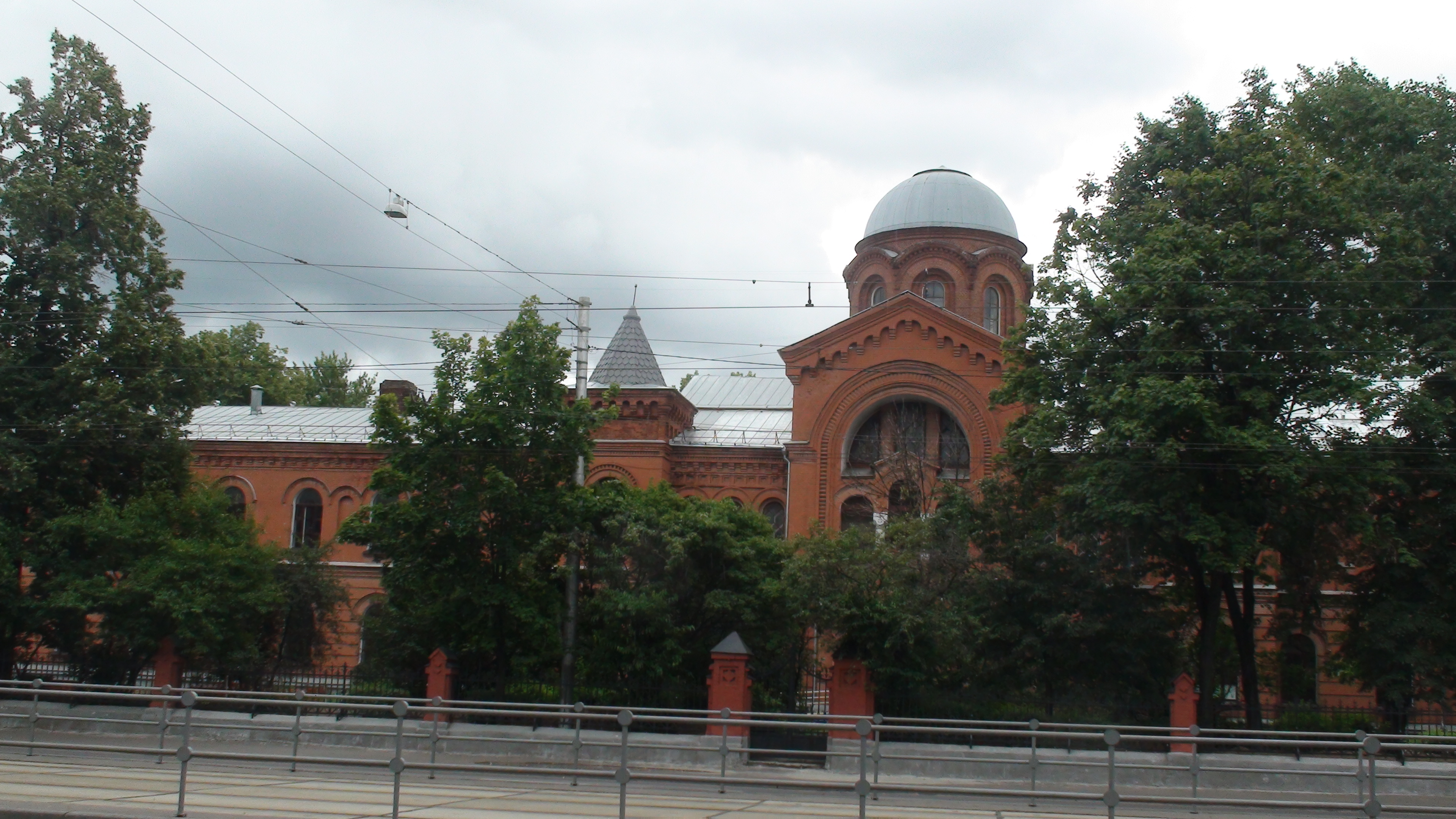
Московский городской научно-практический центр борьбы с туберкулезом. Церковь Святого Николая

## См.также
- Родильные дома Москвы